# Người Va
Người Va, người Wa hay người Ngõa (tiếng Trung: 佤族, bính âm: Wǎzú, Hán-Việt: Ngõa tộc; tiếng Miến Điện: ဝလူမျိုး; /wa̰ lùmjóʊ/) là một dân tộc cư trú ở bắc Myanmar và tỉnh Vân Nam (Trung Quốc).
Người Va có ngôn ngữ là tiếng Wa (tiếng Ngõa), một ngôn ngữ theo phân loại gần đây thuộc ngữ chi Palaung của ngữ tộc Khasi-Khơ Mú (theo phân loại truyền thống là nhánh Bắc của ngữ tộc Môn-Khmer) trong ngữ hệ Nam Á.
Tại Myanmar theo Ethnologue thì năm 1993 có khoảng 558.000 người Ngõa, chủ yếu tập trung tại thượng nguồn sông Salween, tại bang giáp ranh với Trung Quốc là Shan.
Người Ngõa tạo thành một trong số 56 dân tộc được công nhận chính thức tại Cộng hòa Nhân dân Trung Hoa. Tại đây họ sinh sống tập trung thành các cộng đồng tại các huyện như Tây Minh (tiếng Va: Mēng Ka hay Si Moung), Mạnh Liên (Gaeng Līam) (thuộc địa cấp thị Phổ Nhĩ) hay Thương Nguyên, Cảnh Mã (Gaeng Mīex hay Gaeng Māx), Song Giang (Si Nblāeng hay Mēng Mēng), Trấn Khang và Vĩnh Đức (địa cấp thị Lâm Thương (Mēng Lām)) tại khu vực tây nam tỉnh Vân Nam. Dân số của dân tộc này tại Trung Quốc là khoảng trên 396.610 người.
Chữ viết cho ngôn ngữ của người Va được tạo ra năm 1931.

## Thư viện
- J. G. Scott, Gazetteer of Upper Burma and the Shan States. 5 quyển. Rangoon, 1900-1901.
- J. G. Scott, Burma and beyond. Luân Đôn, 1932.
- G. E. Harvey, Wa Précis. Rangoon, 1933.
- G. E. Mitton, Scott of the Shan Hills. Luân Đôn: John Murray, 1936.
- Bertil Lintner, Burma in Revolt: opium and insurgency since 1948. Chiang Mai, 1999.
- Andrew Marshall, The Trouser People: a Story of Burma in the Shadow of the Empire. Luân Đôn: Penguin; Washington: Counterpoint, 2002. ISBN 1-58243-120-5.

Viễn tưởng
- G. E. Mitton và J. G. Scott, In the Grip of the Wild Wa. Luân Đôn, 1913.